# Oriopsis
Oriopsis är ett släkte av ringmaskar som beskrevs av Maurice Caullery och Mesnil 1896. Enligt Catalogue of Life ingår Oriopsis i familjen Sabellidae, men enligt Dyntaxa är tillhörigheten istället familjen Sabellariidae.

## Dottertaxa tillOriopsis, i alfabetisk ordning[1][2]
- Oriopsis alata
- Oriopsis alatoides
- Oriopsis androgyne
- Oriopsis anneae
- Oriopsis armandi
- Oriopsis bansei
- Oriopsis bicincta
- Oriopsis bicoloris
- Oriopsis brevicollaris
- Oriopsis busseltonensis
- Oriopsis cincta
- Oriopsis coalescens
- Oriopsis crenicollis
- Oriopsis cursoria
- Oriopsis dentata
- Oriopsis denticollis
- Oriopsis ehlersi
- Oriopsis eimeri
- Oriopsis gracilis
- Oriopsis hynensis
- Oriopsis ingeloreae
- Oriopsis kocki
- Oriopsis liefdefjordensis
- Oriopsis limbata
- Oriopsis longipyge
- Oriopsis magellanica
- Oriopsis magna
- Oriopsis michaelseni
- Oriopsis minuta
- Oriopsis mobilis
- Oriopsis neglecta
- Oriopsis ornata
- Oriopsis paramobilis
- Oriopsis parvula
- Oriopsis pulchra
- Oriopsis rivularis
- Oriopsis taltalensis
- Oriopsis tristanensis